# Kostel Panny Marie (Königstein)
Kostel Panny Marie v Königsteinu (německy Marienkirche Königstein či Stadtkirche Königstein) je městský kostel náležející k Evangelicko-luterské církevní obci Königstein-Papstdorf. První kostel pocházel patrně ze 13. století, pravděpodobně po roce 1428 však přestal být využíván a nahradil jej mariánský kostel na Schreiberbergu. Ten byl v letech 1704–1724 přestavěn v barokním stylu a dokončen Georgem Bährem. Roku 1810 kostel vyhořel, přičemž zůstaly stát jen obvodové zdi. Obnova byla dokončena až v roce 1823 a interiér byl přestavěn v klasicistním stylu. V dalších letech již nebyl výrazně upravován. Kostel je památkově chráněný.
Jednolodní sálový kostel má obdélníkový půdorys s pětiosminovým závěrem a je zhotoven z pískovce. Vnější stěny podpírají kamenné opěráky. Ze západního průčelí vybíhá věž se zvonicí, ve které jsou umístěné tři zvony, z nichž nejmladší pochází z roku 1922. Hlavní oltář je zhotoven z pískovce a jeho štít zdobí trojúhelník s Božím okem. Abstraktní oltářní obraz pochází z roku 2000. Křtitelnice je zhotovena ze serpentinitu. Po stranách lodi se nachází dvoupatrové empory. Varhany, dokončené roku 2009, mají 38 funkčních rejstříků a 4 transmise ve třech manuálech a pedálu.

## Historie

### Původní kostel

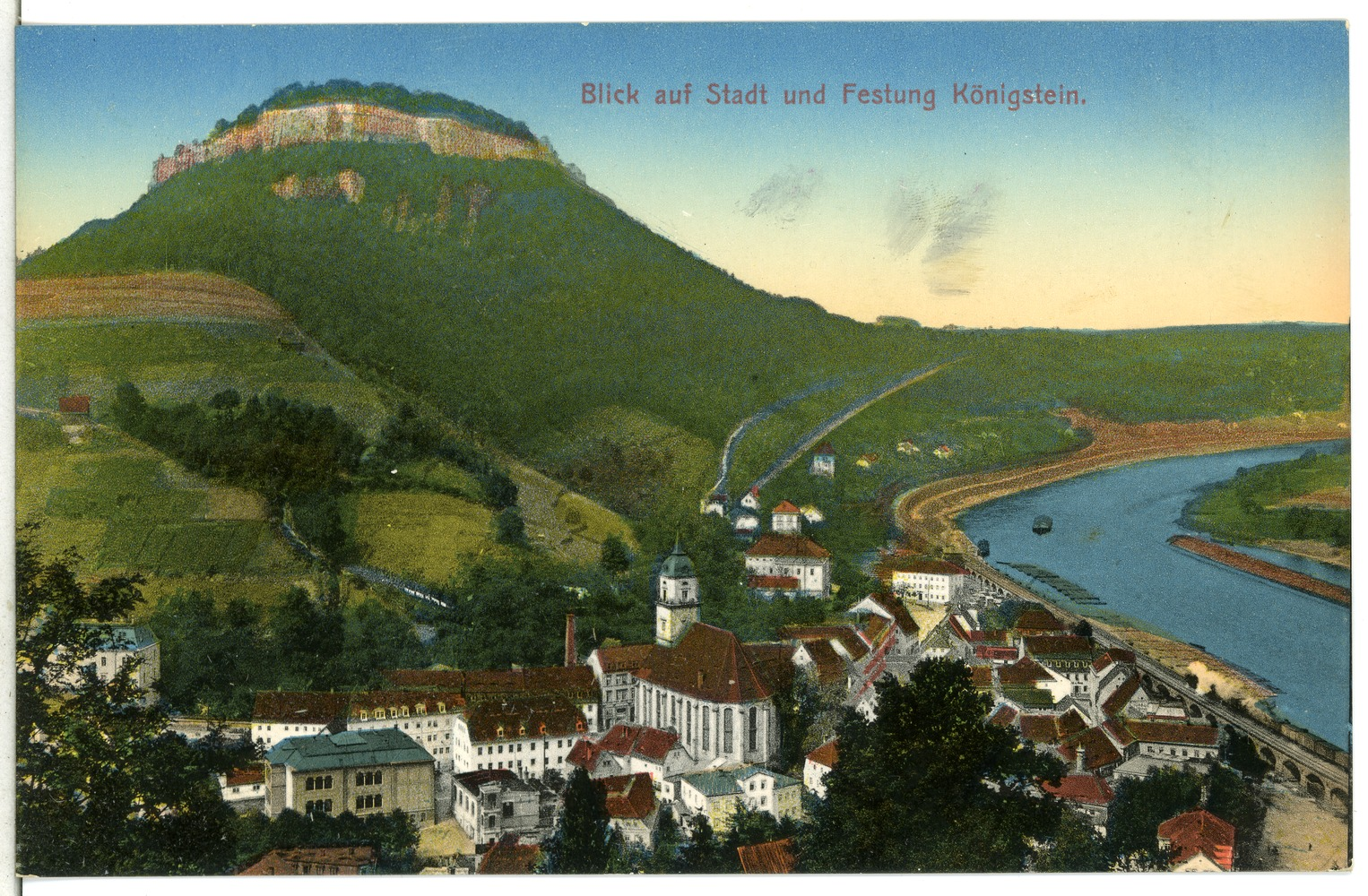
Kostel a jeho okolí na pohlednici z roku 1911

První königsteinský kostel byl postaven patrně již ve 13. století v době, kdy okolí Königsteinu náleželo k českému království. Patronátní právo nad kostelem svěřil český král Václav II. (1271–1305) Řádu německých rytířů. Roku 1321 toto právo potvrzoval král Jan Lucemburský (1296–1346). Podle této listiny byl königsteinský kostel mateřským kostelem k filiálnímu kostelu Nanebevzetí Panny Marie v Ústí nad Labem. Nejstarším svým jménem známý duchovním byl jistý Liphard, který zemřel v roce 1363. Kostel patřil pod pražskou diecézi, respektive arcidiecézi, a od roku 1384 pod bílinský arcidiakonát a pod něj spadající ústecký děkanát. Králi Václavovi IV. (1361–1419) platil půlročně desátky ve výši čtyř pražských grošů. V roce 1406 přešlo vlastnictví hradu Königstein s městem a okolím do vlastnictví saského vévodského rodu Wettinů, což potvrdila roku 1459 chebská smlouva. Kostel tak přešel pod správu míšeňské diecéze.
Nejstarší kostelík stál blíže k Labi v ulici Amtsgasse. Podle původního číslování šlo o dům čp. 48 a místo bylo i po přesunutí kostela nazýváno die Kapelle. Není ovšem jisté, jestli se jednalo o první mariánský kostel. Stavba mohla také souviset s klášterem umístěným na hradě nebo s poplužním dvorem umístěným na protějším břehu Labe a mohla být zasvěcena svatému Jiljí, od jehož jména je odvozeno pojmenování hory Lilienstein. Nevyužívaný kostelík byl v roce 1561 prodán za částku 15 zlatých. Když v roce 1677 kupoval Friedrich Schwarze takzvaný Capellhaus, byly v něm pod dvěma náhrobními kameny nalezeny lidské ostatky a dále kamenný obraz považovaný za mariánský. Že se jednalo o dřívější kostel, dokládaly silné zdi a vysoká okna.

### Mariánský kostel

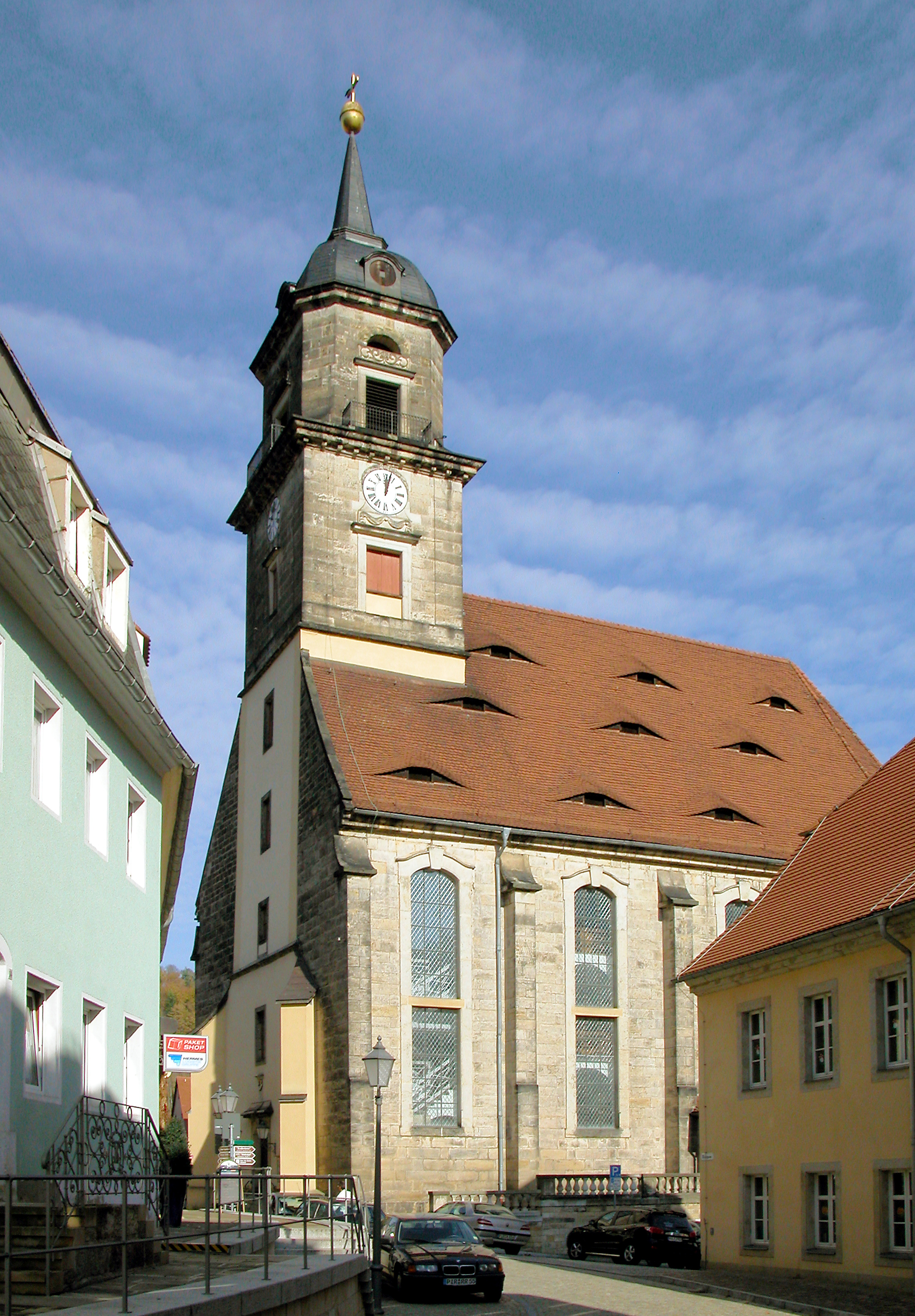
Pohled na kostel z jihu

Historicky není přesně doložené, kdy byl na současném místě – takzvaný Schreiberberg – postaven první mariánský kostel. Patrně se tak stalo ale až po roce 1428 a posunutí do vyšší polohy souviselo s ochranou před povodněmi na Labi. K roku 1501 patřily ke königsteinské farnosti, kromě samotného městečka Königstein, také vsi Weißig, Thürmsdorf, Waltersdorf, Nikolsdorf, Pfaffendorf, Gohrisch a Prossen. Od zavedení reformace v roce 1539 náležel kostel k pirenské eforii. Na konci 16. století byla stavba silně poničena požárem, po kterém byla v letech 1597–1598 celkově opravena a rozšířena. V průběhu třicetileté války kostel v roce 1639 poničilo švédské vojsko.
V letech 1704–1724 prošel kostel rozsáhlou přestavbou a byl rozšířen. Na přestavbě pracovali drážďanský stavitel Johann Christian Fehre (1649–1720), který patrně zpracoval plány, a dvorní tesař Georg Dünnebier (?–?). Po Fehreho smrti vedl stavbu od roku 1720 drážďanský stavitel George Bähr (1666–1738). Práce postupovaly tak, že nejprve byly postaveny zdi nového kostela a teprve poté byl zbořen kostel původní. Novostavba byla vysvěcena 19. listopadu 1724. Dne 27. září 1810 kostel, spolu s velkou částí města, vyhořel a zůstaly stát jen obvodové zdi. Kvůli probíhajícím napoleonským válkám se však rekonstrukce značně protáhla a znovuvysvěcení obnoveného kostela proběhlo až na podzim 1823. Exteriér si po této přestavbě zachoval barokní ráz, interiér však již byl upraven v klasicistním slohu.
V průběhu první světové války byly zrekvírovány všechny tři zvony pro válečné účely. Nové byly osazeny roku 1922 a pocházely ze zvonařství Bruno Pietzel. Již roku 1940, během druhé světové války, však musely být dva z nich také odevzdány pro válečné účely. V letech 1985 až 1992 prošel kostel celkovou rekonstrukcí, během které byla mimo jiné na věž osazena nová zlacená báň. Z let 1999 až 2000 pochází nový oltářní obraz od drážďanského malíře Gunthera Jacoba (* 1947). V letech 2001 až 2003 byly vnitřní prostory nově vymalovány ve světlých barvách. Roku 2006 se kostel objevil v německém detektivním seriálu Otec Braun. V letech 2018 až 2020 prošla celkovou rekonstrukcí střecha (včetně položení nové krytiny) a v roce 2022 na ni navázala kompletní rekonstrukce věže, včetně zvonice a hodin.
Kostel Panny Marie je chráněn jako kulturní památka s číslem 09222834. Náleží k Evangelicko-luterské církevní obci Bad Schandau. Je využíván k pravidelným bohoslužbám a příležitostně také ke kulturním akcím, zejména koncertům. Během turistické sezóny je přístupný návštěvníkům.

## Popis

### Exteriér

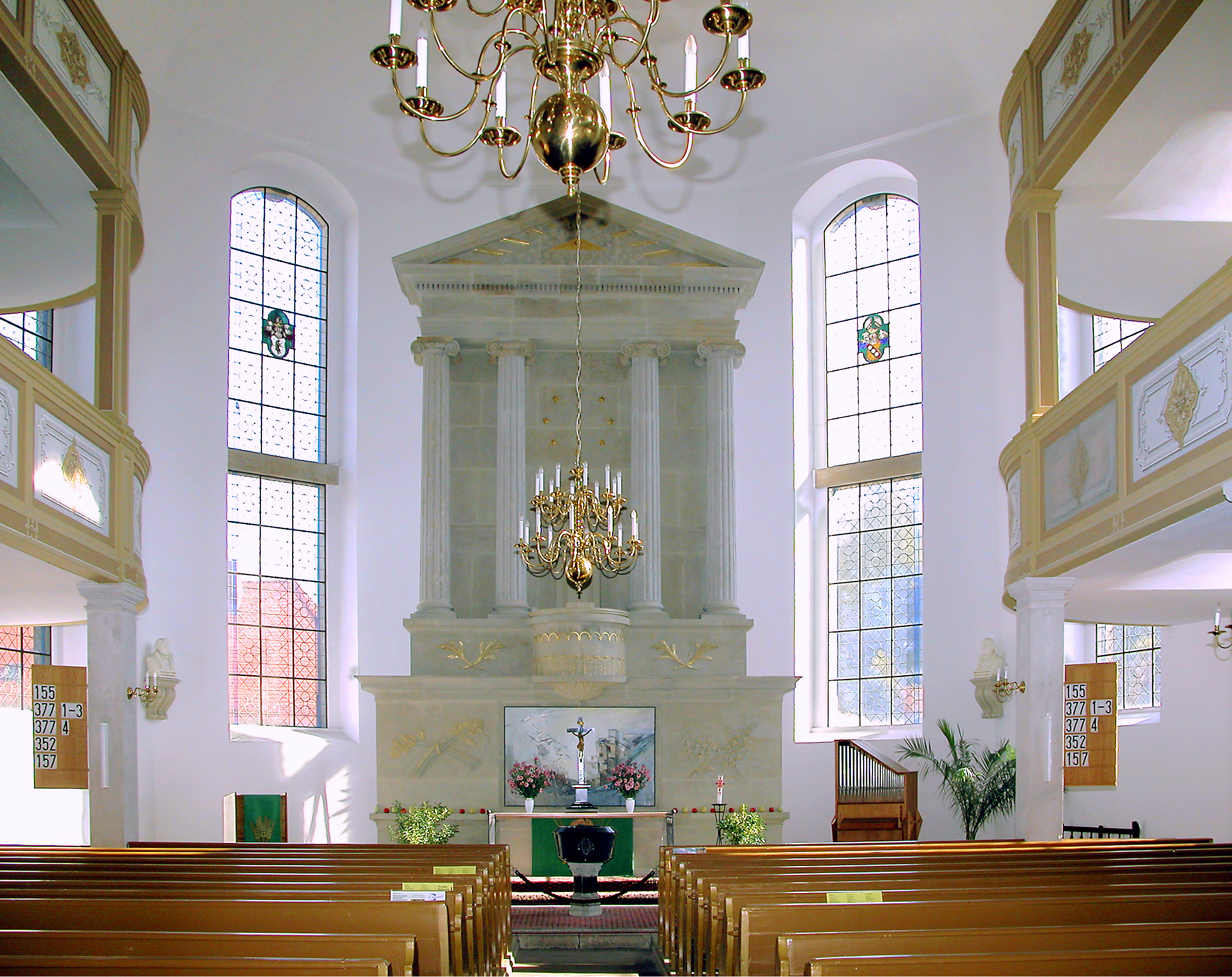
Chór s hlavním oltářem

Königsteinský městský kostel je jednolodní, sálový a orientovaný, a i po prodělaném požáru a přestavbě si zvnějšku zachoval barokní ráz. Obdélníkový půdorys uzavírá pětiosminový chór. Stavba je zhotovena z pískovce a její boční stěny nejsou omítnuté. Podepírají je vysoké kamenné opěráky, mezi kterými jsou umístěna úzká a vysoká, segmentově zakončená okna. Rizalit v západním průčelí je omítnutý a přechází ve věž se zvonicí a hodinami. V průčelí je umístěný hlavní vchod s pískovcovým portálem. Vysokou střechu pokrývají pálené tašky a zdobí ji tři řady vikýřů (volská oka).

### Interiér
Interiér je zařízen povětšinou v klasicistním stylu a pochází z doby po požáru z roku 1810. Kazatelnový hlavní oltář je klasicistní, zhotovený z místního pískovce. Svým tvarem má připomínat starořecký chrám; čtyři vysoké sloupy s iónskými hlavicemi nesou architráv s navazujícím trojúhelníkovým štítem. Štít zdobí trojúhelník s Božím okem symbolizující trojjedinost a všudypřítomnost Boha. Původní oltářní obraz se ztratil a byl v roce 2000 nahrazen novým abstraktním od drážďanského profesora Gunthera Jacoba (* 1947). Uprostřed kněžiště stojí křtitelnice zhotovená z zöblitzkého serpentinitu, tmavého kamene s uzavřenými krystaly granátů. Okna v kněžišti zdobí erby šlechty z blízkého okolí: pánů z Bünau na Prossenu a pánů z Bärensteinu na Thürmsdorfu. Podél dlouhých stěn jsou umístěny dvoupatrové empory a při západní stěně se nachází kůr s varhanami.

### Varhany

#### Hlavní varhany
První varhany po obnově vyhořelého kostela pocházely z roku 1851. Původně mechanický nástroj vyrobila dílna Johanna Gottholda Jehmlicha z Drážďan a nejprve disponoval dvěma manuály s 25 rejstříky. V roce 1907 jej firma bratří Jehmlichů rozšířila a přestavěla na dispozici dva manuály s 30 rejstříky, přidaným žaluziovým strojem a pneumatickou trakturou. Roku 1917 byly zrekvírovány prospektové píšťaly pro válečné účely a v roce 1929 je nahradily zinkové píšťaly. Roku 1930 provedla dílna bratří Jehmlichů další úpravy a rozšíření nástroje, při kterém byla část hlavního manuálu přesunuta do věžního prostoru.
Poslední varhany, s využitím součástí ze staršího nástroje, byly instalovány v letech 2004 až 2009 firmou Orgelbau Georg Wünning z Großolbersdorfu. Hlavní a horní rejstřík a pedál jsou ovládány mechanicky, žaluziový stroj umístěný ve věžní místnosti pak elektropneumaticky. Varhany celkově disponují 38 funkčními rejstříky (a jedním nefunkčním), 4 transmisemi a 2447 píšťalami.
| První manuál (C–g³) |                  |           |
| 1.                  | Principál        | 16'       |
| 2.                  | Oktáva           | 8'        |
| 3.                  | Flétna trubicová | 8'        |
| 4.                  | Viola            | 8'        |
| 5.                  | Oktáva           | 4'        |
| 6.                  | Roh kamzičí      | 4'        |
| 7.                  | Kvinta           | 2 2/3'    |
| 8.                  | Oktáva           | 2'        |
| 9.                  | Kornet           | 3× 2 2/3' |
| 10.                 | Mixtura          | 4× 1 1/3' |
| 11.                 | Trumpeta         | 8'        |

| Druhý manuál (C–g³) |                    |                  |
| 12.                 | Kryt               | 8'               |
| 13.                 | Salicionál         | 8'               |
| 14.                 | Kvintadéna         | 8'               |
| 15.                 | Principál          | 4'               |
| 16.                 | Flétna trubicovitá | 4'               |
| 17.                 | Nasat              | 2 2/3'           |
| 18.                 | Oktáva             | 2'               |
| 19.                 | Tercie             | 1 3/5'           |
| 20.                 | Sifflet            | 1', od c³ 1 1/3' |
| 21.                 | Cymbál             | 3× 1'            |
| 22.                 | Hoboj              | 8'               |
| 23.                 | Tremulant          |                  |

| Žaluziový stroj (C–g³) |                    |             |
| 24.                    | Bourdon            | 16'         |
| 25.                    | Principál houslový | 8'          |
| 26.                    | Kryt               | 8'          |
| 27.                    | Flétna harmonická  | 8'          |
| 28.                    | Housle             | 8'          |
| 29.                    | Aeolina            | 8'          |
| 30.                    | Vox coelestis      | 8'          |
| 31.                    | Fugara             | 4'          |
| 32.                    | Flétna líbezná     | 4'          |
| 33.                    | Pikola             | 2'          |
| 34.                    | Progressio         | 2-4× 2 2/3' |
| 35.                    | Klarinet           | 8'          |

| Pedál (C–f¹) |               |     |
| 36.          | Principál     | 16' |
| 37.          | Subbass       | 16' |
| 38.          | Oktáva        | 8'  |
| 39.          | Violinbass    | 8'  |
| 40.          | Flétna basová | 8'  |
| 41.          | Oktávbass     | 4'  |
| 42.          | Pozounbass    | 16' |
| 43.          | Trumpetbass   | 8'  |

#### Chórový pozitiv

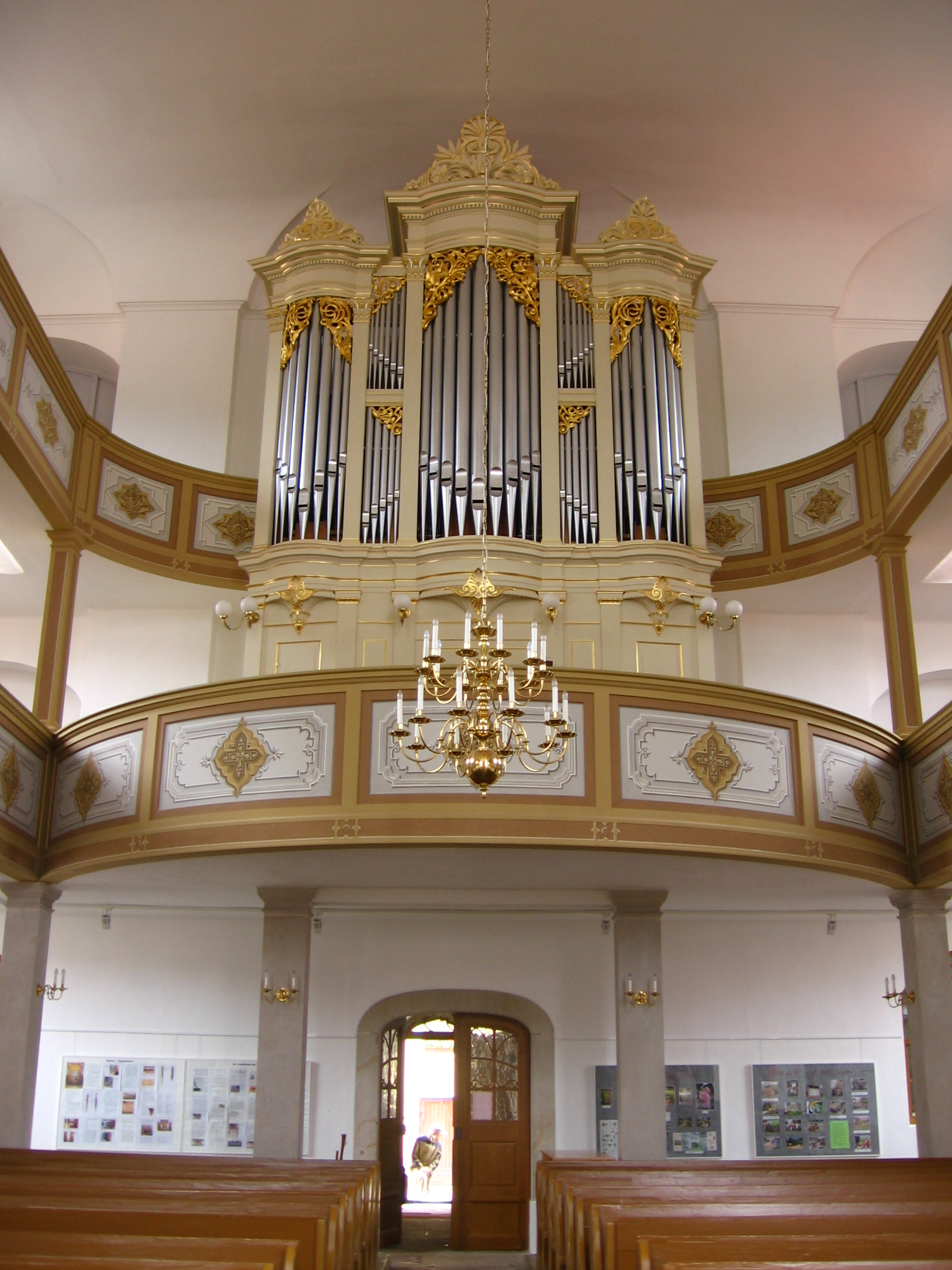
Kůr s varhanami

V roce 1960 byl v chóru kostela instalován mobilní pozitiv postavený firmou Hermann Eule Orgelbau Bautzen. Disponuje jedním manuálem s pěti rejstříky, pedál chybí.
| Pozitiv (C–f³) |                  |        |
| 1.             | Kryt             | 8'     |
| 2.             | Flétna trubicová | 4'     |
| 3.             | Principál        | 2'     |
| 4.             | Kvinta           | 1 1/3' |
| 5.             | Cymbál           | 2×     |

### Zvony
Ve zvonici věže jsou osazeny tři bronzové zvony. Nejstarší zvon v tónu b¹ vyrobilo roku 1922 zvonařství Bruno Pietzel. Váží 267 kilogramů a v průměru měří 784 milimetrů. Největší zvon z roku 1967 v tónu es¹ pochází od zvonařství Schilling. Váží 900 kilogramů a v průměru měří 1189 milimetrů. Nejmladší zvon z roku 1994 v tónu ges¹ vyrobilo zvonařství Rincker. Váží 672 kilogramů a v průměru měří 1042 milimetrů.

## Okolí kostela
Stavba kostela je bezprostředně obklopena historickou, památkově chráněnou zástavbou. Na protější straně ulice vpravo se nachází zaklenutý prostor pocházející z první poloviny 19. století, ve kterém vyvěrá studánka. Severně od kostela prochází ve směru z centra města ve směru na pevnost Königstein souběžně několik turistických cest, například Malířská cesta, či Evropská dálková trasa E3. Katolický kostel Neposkvrněného početí Panny Marie leží asi 500 metrů jihozápadním směrem a stejným směrem se nachází ve vzdálenosti přibližně 400 metrů hřbitovní kaple. Evangelický posádkový kostel v areálu pevnosti Königstein leží asi 950 metrů západním směrem a uzavřený apoštolský kostel se nachází přibližně 400 metrů ve směru na jih.

### Fara

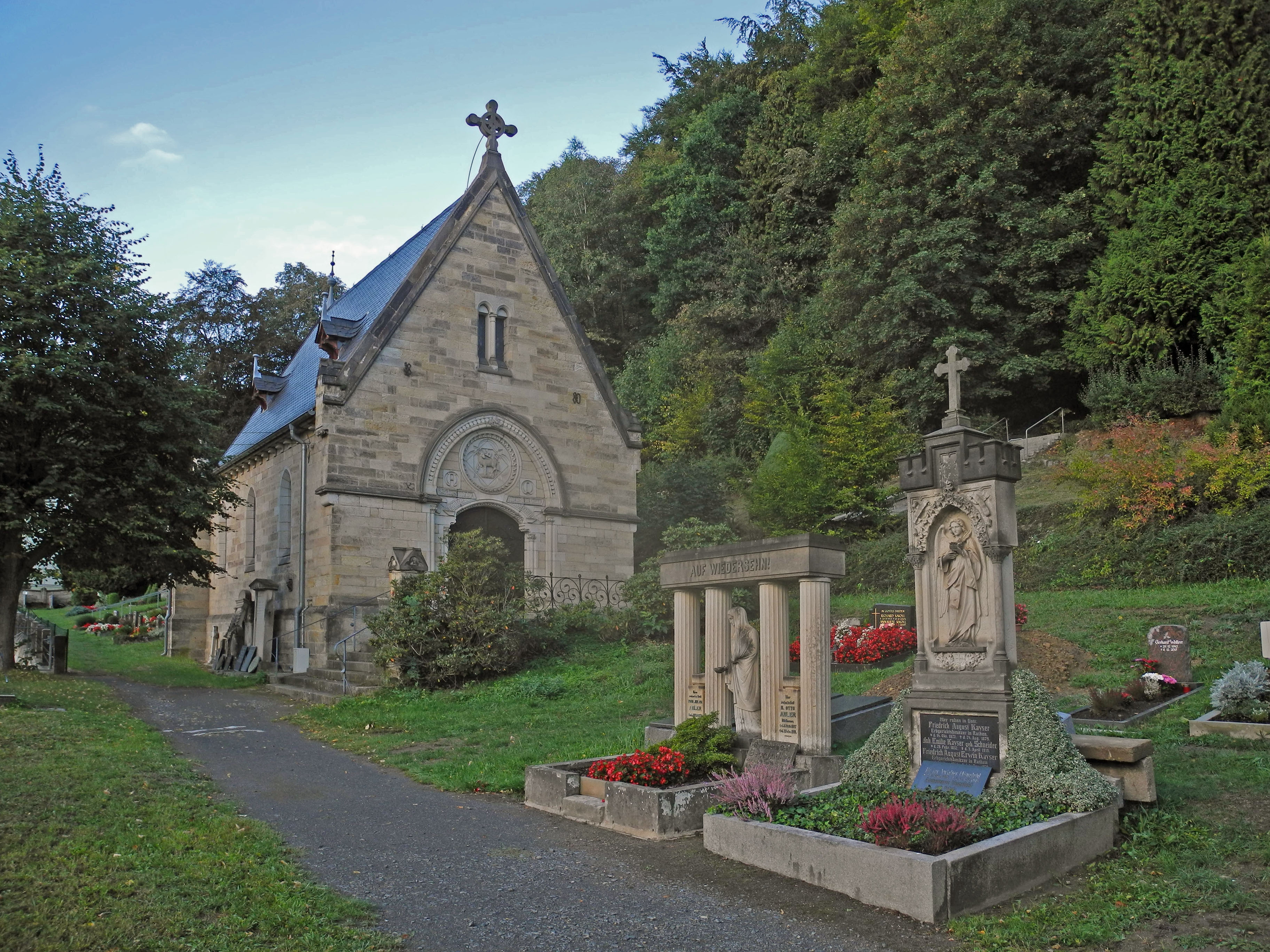
Hřbitovní kaple na městském hřbitově

Podle tradice stála původní fara na místě pivovaru, pozdějšího hostince Zum blauen Stern. Od roku 1569 stála fara severně od kostela. Roku 1639 však shořela v důsledku řádění švédského vojska během třicetileté války, další požár ji zničil v roce 1810. Roku 1812 byla postavena nová fara na úpatí Schreiberbergu severovýchodně od městského hřbitova (ulice Goethestraße 22). Současná budova, nazývaná též diakonát, pochází z roku 1899 a je památkově chráněná pod číslem 09222854.

### Hřbitov
Jižně od kostela a fary se nachází roku 1782 založený městský hřbitov, na kterém byla v roce 1880 postavena hřbitovní kaple. Kaple je chráněná jako kulturní památka s číslem 09222858, hřbitov s náhrobky je chráněn jako samostatná památka s číslem 09301197.

## Církevní obec
Königsteinský kostel Panny Marie patří k Církevní obci Königstein-Papstdorf, která náleží k Církevnímu okrsku Pirna Evangelicko-luterské zemské církve Saska. Sídlem církevní obce je budova diokonátu (fara) na adrese Goethestraße 22, Königstein. Po odchodu farářky Mechthildy Hinz bylo místo faráře ve farnosti dva roky neobsazené. Od 1. března 2023 je farářem jmenován Jörg Humboldt. K církevní obci náleží území města Königstein nacházející se na levém břehu Labe (kromě místní části Leupoldishain) s městským kostelem, hřbitovem a hřbitovní kaplí v Königsteinu a posádkovým kostelem v areálu pevnosti Königstein, dále celé území obce Gohrisch s vesnickými kostely v Papstdorfu a Cunnersdorfu a lesním hřbitovem s hřbitovní kaplí v Gohrisch a tři místní části obce Struppen (Strand, Thürmsdorf a Weißig). Bohoslužby se konají zpravidla v neděli podle aktuálního rozpisu.

## Galerie

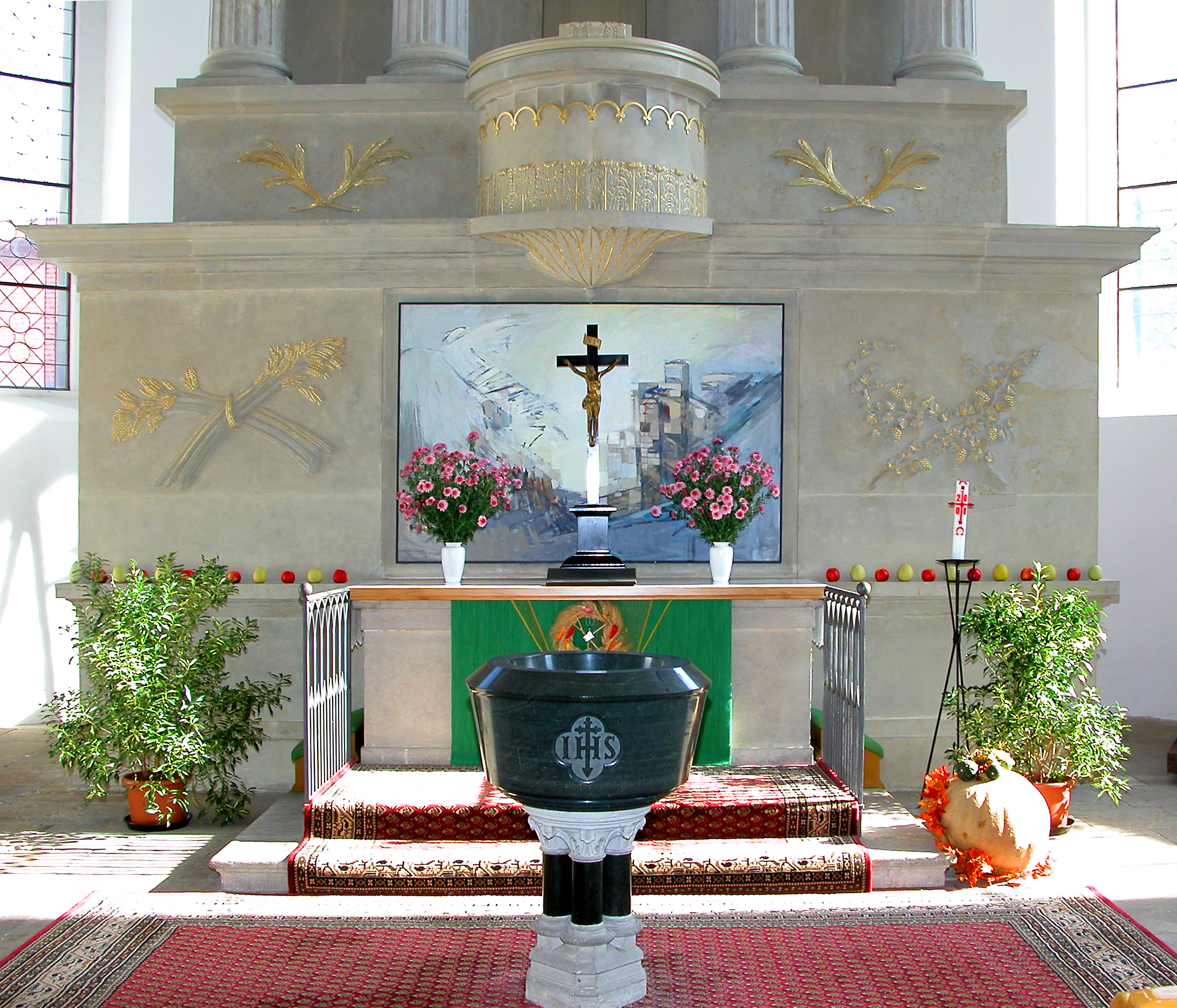
Detail oltářního obrazu a křtitelnice
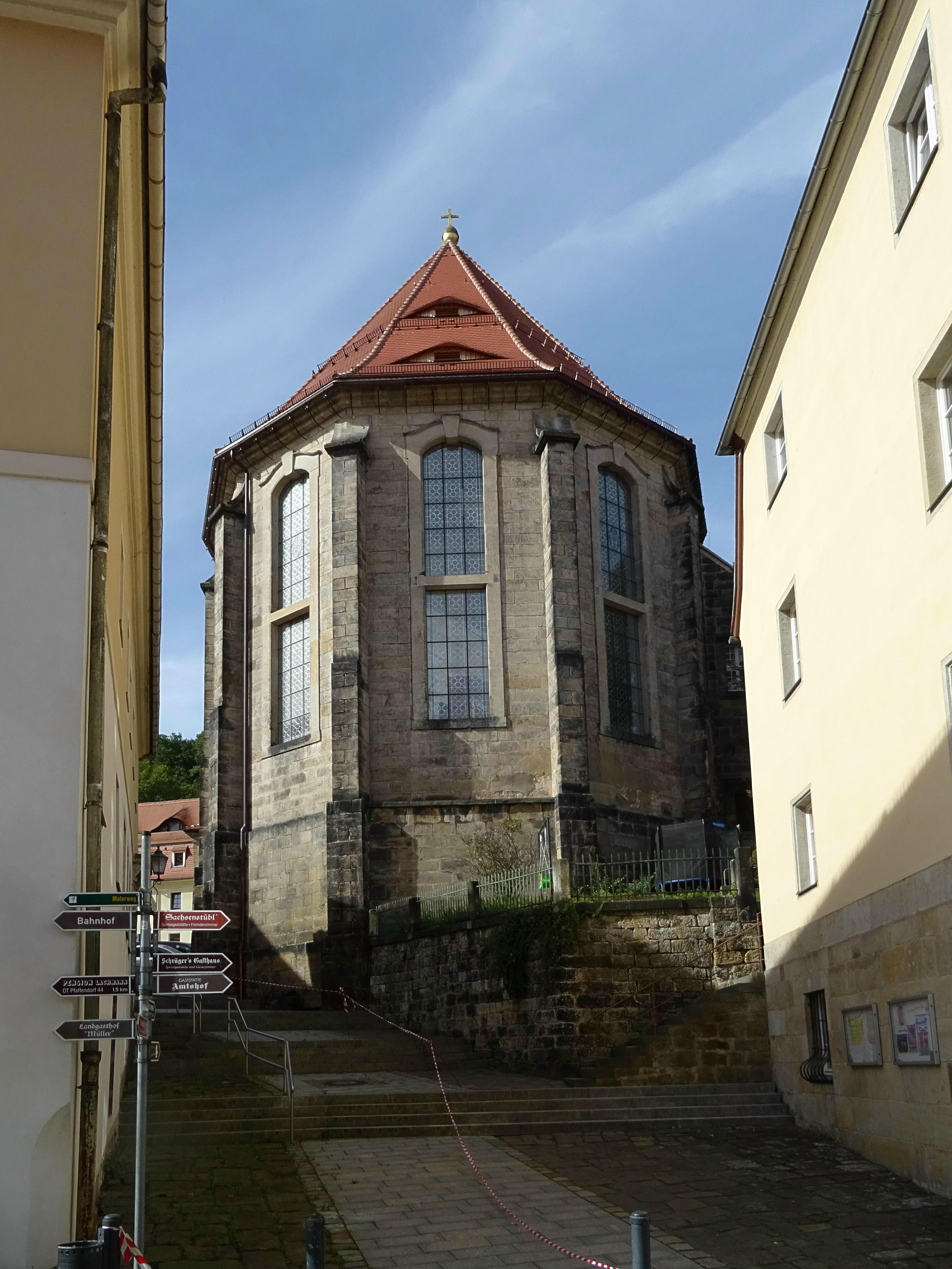
Závěr kostela
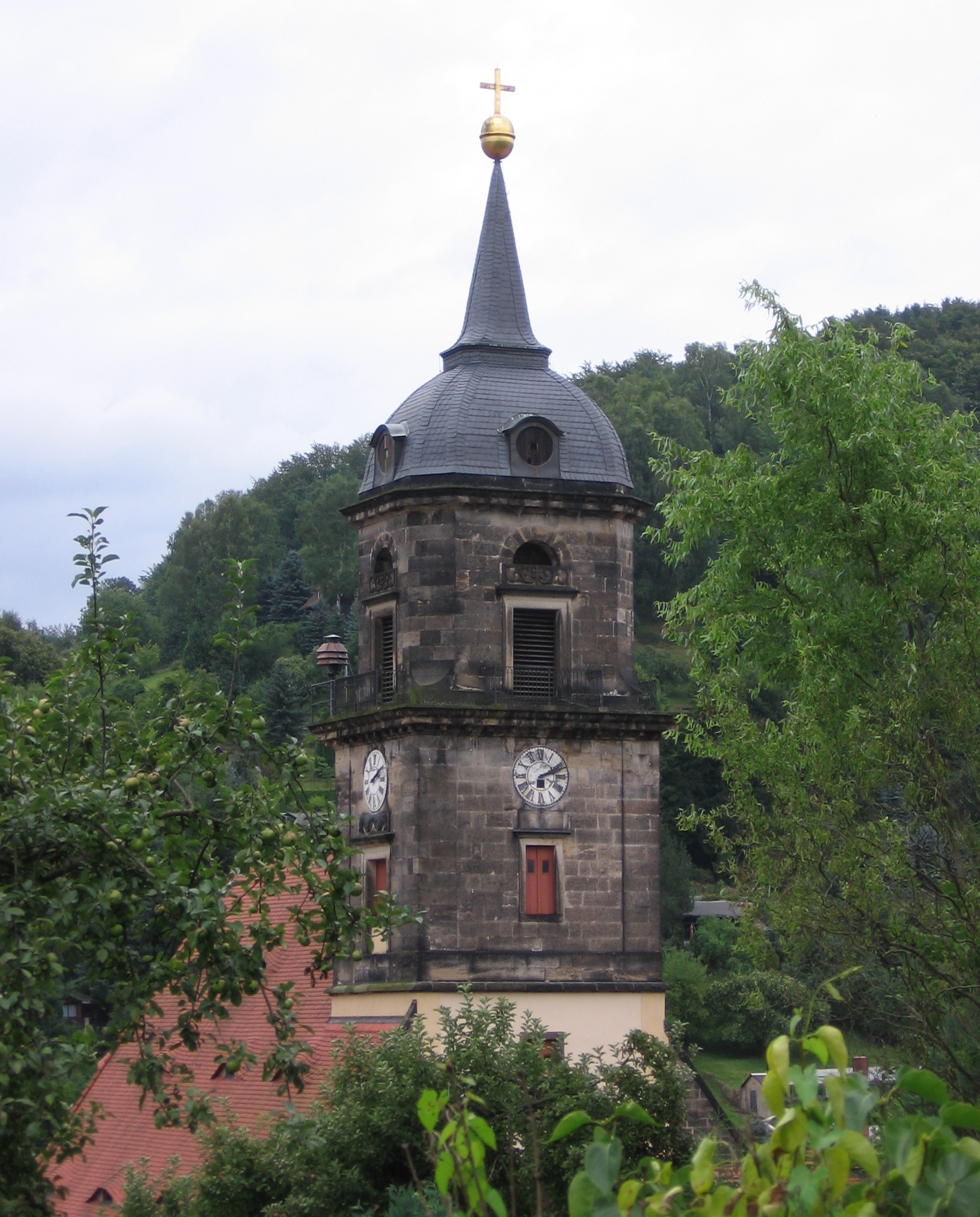
Detail věže
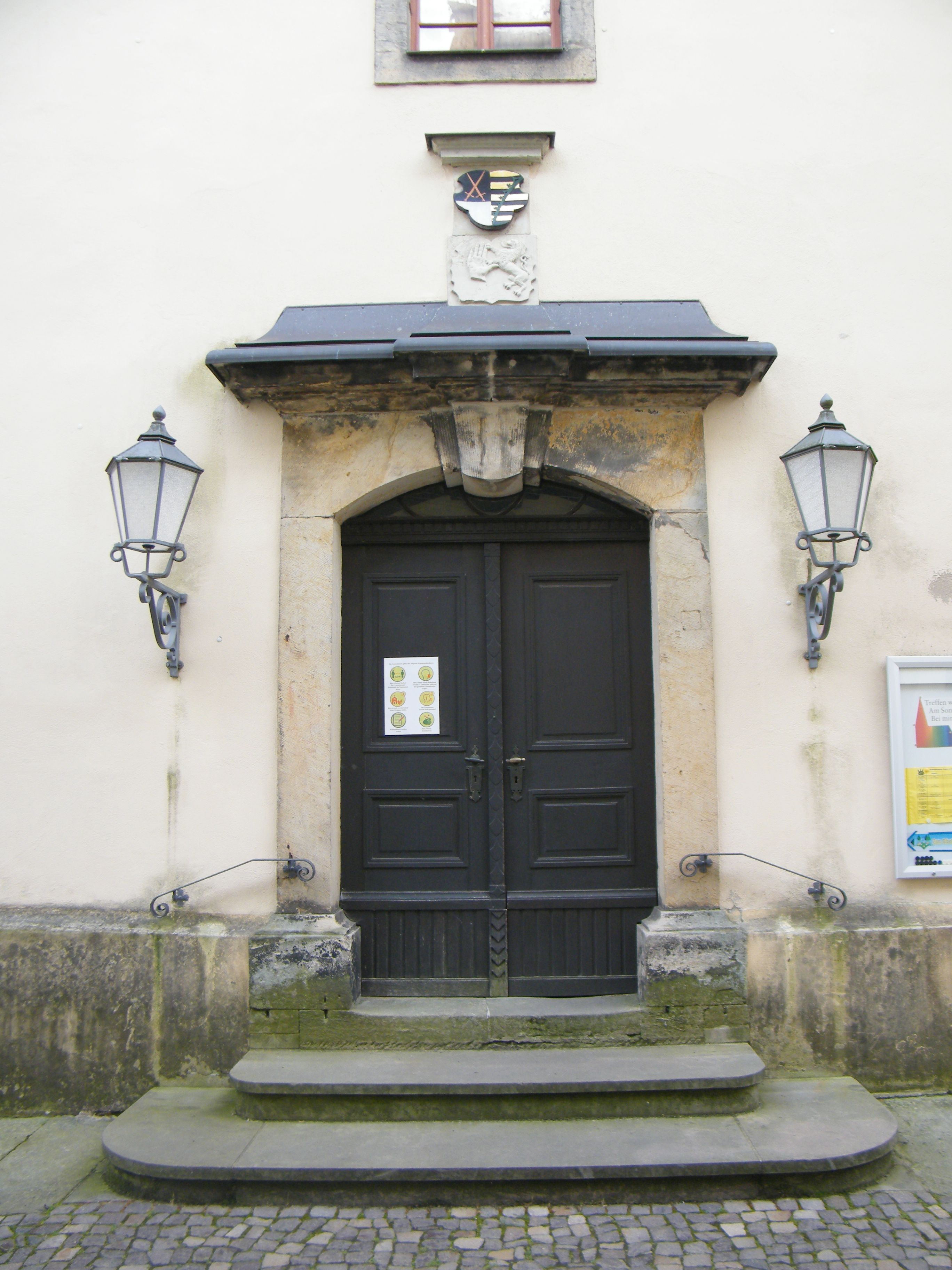
Hlavní vchod do kostela
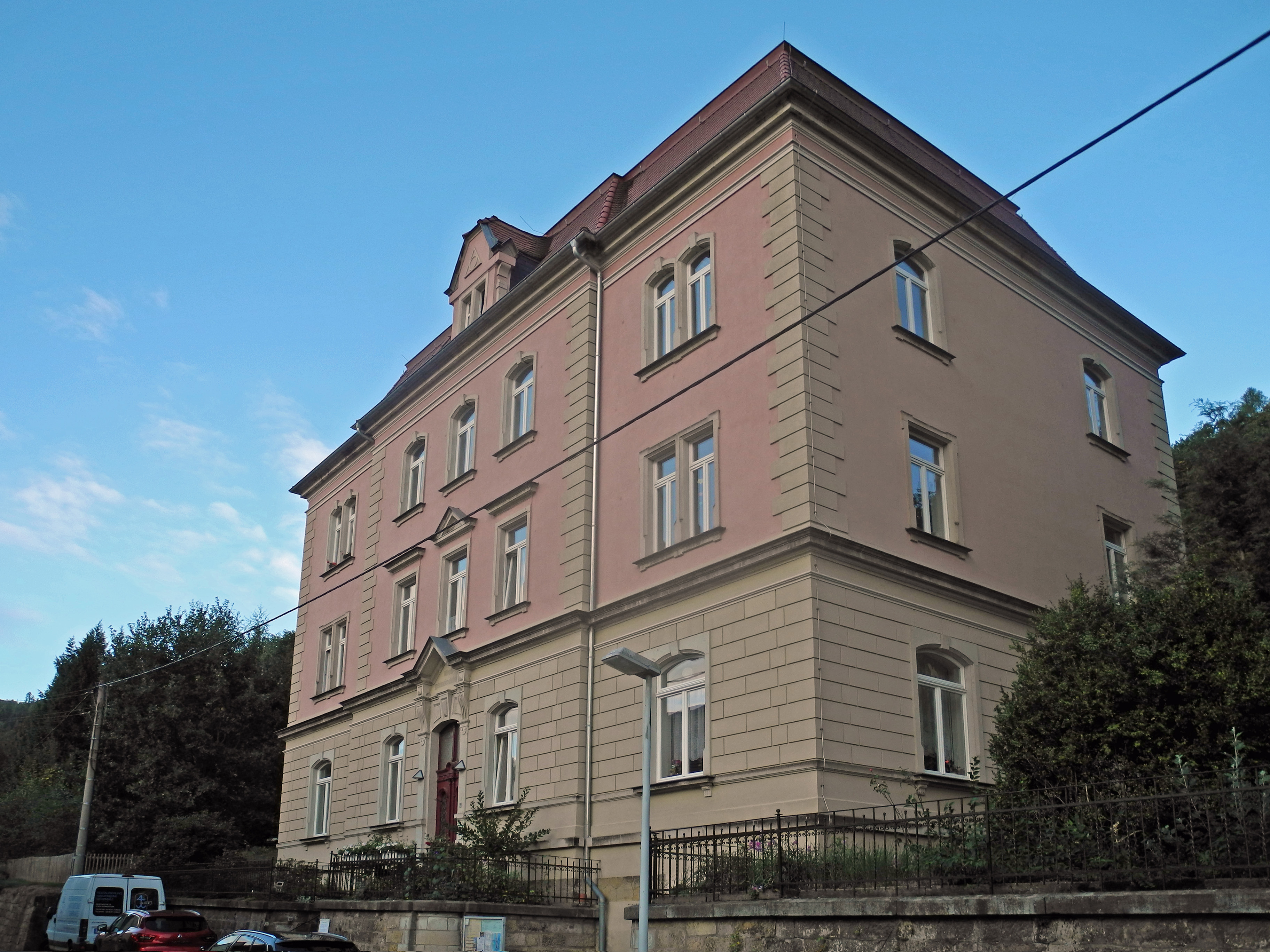
Fara (diakonát)